# Port Orchard (Washington)
Port Orchard es una ciudad ubicada en el condado de Kitsap, estado de Washington, Estados Unidos. Según el censo de 2020, tiene una población de 15 587 habitantes.

## Geografía
La ciudad está ubicada en las coordenadas 47°32′18″N 122°37′57″O / 47.53833, -122.63250 (47.538443, -122.632431).

## Demografía
Según la Oficina del Censo, en 2000 los ingresos medios de los hogares de la localidad eran de $34.020 y los ingresos medios de las familias eran de $41.946. Los hombres tenían unos ingresos medios de $33.610 frente a $27.739 para las mujeres. Los ingresos per cápita eran de $16.382. Alrededor del 12,9% de la población estaba por debajo del umbral de pobreza.
De acuerdo con la estimación 2016-2020 de la Oficina del Censo, los ingresos medios de los hogares de la localidad son de $71.719 y los ingresos medios de las familias son de $91.223. Los ingresos per cápita de los últimos doce meses, medidos en dólares de 2020, son de $31.757. Alrededor del 13,6% de la población está por debajo del umbral de pobreza.